# Gertruda z Komburgu

Znak Rothenburgu

Gertruda z Komburgu nebo Comburgu (okolo r. 1095 – 1130/31) pocházela z rodu Kombursko-Rothenburských hrabat. Byla římsko-německou královnou a franckou vévodkyní jako manželka vzdorokrále a pozdějšího římsko-německého krále Konráda III.

## Život
Narodila se z manželství kombursko-rothenburského hraběte Jindřicha z Komburgu s Gepou z Mergentheimu a pravděpodobně byla jejich jediným dítětem a dědičkou.

Zřejmě v roce 1115 se provdala za příslušníka rodu Štaufů, Konráda Švábského. Konrád byl druhým synem vévody Fridricha I., bratrem vévody Fridricha II. a synovcem císaře SŘŘ Jindřicha IV. V roce 1116 se Konrád stal východofranckým vévodou a po smrti svého bratrance císaře Jindřicha V. se v roce 1125 ucházel o římsko-německou korunu. Zvolen byl ale až v roce 1127 vzdorokrálem za vlády Lothara III. Lothar sice svou moc upevnil a v roce 1135 se dočkal císařské koruny, ale po jeho smrti v roce 1138 usedl na trůn opět Konrád a jako Konrád III. vládl až do své smrti v roce 1152.
Gertrud zemřela po 15 letech manželství a byla pochována v klášteře v Lorchu. Konrád se po druhé oženil v roce 1136 z Gertrudou ze Sulzbachu.

## Potomci
- Berta (1116 – po 1148) ∞ 1131/34 bádenský a veronský markrabě Heřman III.
- dcera/zřejmě Anežka[1] († 1151) ∞ 1129/30 kyjevský velkokníže Izyaslav II. Mstislavič
- Gertruda